# Головмох дзигоподібний
Головмох дзигоподібний (Bryum turbinatum) — вид мохів порядку головмохальних (Bryales).

## Поширення
Батьківщиною є Європа, Африка, Північна Америка, Південна Америка, Азія.
Населяє вологий ґрунт у вапняних болотах; від низьких до високих (0–3500 метрів).

## Характеристика
Рослини в густих або відкритих дернинах тьмяно-зелені, жовто-зелені або коричневі. Стебла (1)2–4(6) см. Листки від тьмяно-зеленого до жовто-зеленого кольору, скупчені, при висиханні сильно скручені до зморщених, часто широко-яйцювато-ланцетні, дещо увігнуті, 1–3 мм, поступово збільшуються до верхівки стебла; основа зелена; краї плоскі чи іноді слабко вигнуті проксимально; верхівка від гострої до загостреної. Спеціалізоване нестатеве розмноження відсутнє. Вид дводомний. Коробочкові ніжки коричневі чи червоно-коричневі, 1–3(4) см, тонкі, прямі або дещо вигнуті. Коробочка від блідо-жовтої до жовто-коричневої, з віком стає чорною, 3–5 мм, рот жовтий. Спори 18–22 мкм, від жовтого до коричневого кольору.